# Angamacutiro
Angamacutiro è una municipalità dello stato di Michoacán, nel Messico centrale, il cui capoluogo è la città di Angamacutiro de la Unión.
La municipalità conta 14.684 abitanti (2010) e ha un'estensione di 240,25 km².
Il nome della località significa luogo sull'orlo del burrone.